# Blanka Heirman
Blanka Heirman (Gent, 13 januari 1941) is een Vlaamse actrice. Ze is afgestudeerd aan Studio Herman Teirlinck in 1965. Ze was verbonden aan het NTGent van bij de start in 1965 tot 1999. 
Zij was tot zijn overlijden gehuwd met acteur-regisseur en oud-directeur van Nederlands Toneel Gent Hugo Van den Berghe.

## Rollen
- The Broken Circle Breakdown (2012) - Denise
- Aspe (2010) - Alda Neirynck
- Spoed (2006) - Tante
- Romance (2004)
- F.C. De Kampioenen (2001) - Germaine
- De Verlossing (2001)
- De makelaar (2001) - Mevrouw de notaris
- Flikken (2000) - Apotheker
- Recht op Recht (1998) - Louise Haagdoorn
- Kongo (1997) - Moeder Vermarcke
- Brylcream Boulevard - (1995) - Alice De Hert
- Ons geluk (1995) - Mevrouw Verstraeten
- Niet voor publikatie (1994) - Mevrouw Teugels
- Ramona (1991) - Mevrouw Van der Slagmolen
- Het sacrament (1990) - Taatje
- Blueberry Hill (1989) - Alice De Hert
- Klein Londen, Klein Berlijn (1988)
- De leeuw van Vlaanderen (1985)
- Daar is een mens verdronken (1983)
- Lente (1983) - Cordula
- Vrijdag (1981) - Buurvrouw
- De Witte van Sichem (1980) - Moeder Witte
- Secret Army (1979)
- Het verloren paradijs (1978) - Marie-Louise
- Een veilig nest (1978) - Marja
- De beverpels (1978) - Moeder Wolff
- In alle stilte (1978) - Buurvrouw
- De dans van de reiger (1977) - Elena Missiaen-Stewart
- Mijnheer gaat op jacht (1976) - L. Duchotel
- Voorjaarsontwaken (1978) - Mevrouw Gabor
- Het recht van de sterkste (1975) - Stoute Threse
- Paris, c'est mon amour (1974) - Yvette
- Yerma (1974)
- De Paradijsvogels (1973) - Flavie
- Driekoningenavond (1973) - Vrouw Cloet
- Een vlo in het oor (1973) - Olympe Ferraillon
- De vorstinnen van Brugge (1972) - File De Lackere
- Over moord gesproken (1972) - Miss Forbes
- De man, het beest en de deugd (1971) - Grazia
- De jongste dag (1970) - Leni
- Het Kleine Mahagonny (1970) - Ma
- De week van de kapiteins (1969) - Elisabeth

- Bibliothèque nationale de France: cb16217509q (data)
- Gemeinsame Normdatei: 1180538803
- International Standard Name Identifier: 0000 0000 9715 1331
- Système universitaire de documentation: 190898658
- Virtual International Authority File: 143621382
- WorldCat: E39PBJfmrGFGYhMJ7R9ghMWbh3